# Олимпийский велодром Рио
Олимпийский велодром Рио (порт. Velódromo Olímpico do Rio, англ. Rio Olympic Velodrome, также известный как Муниципальный велодром Рио (порт. Velódromo Municipal do Rio)) — велодром, который был построен к Панамериканским играм 2007 года в Рио-де-Жанейро. Велодром расположен вблизи Международным автодромом Нельсона Пике, по соседству с Олимпийской ареной Рио и Водным центром имени Марии Ленк.
В 2013—2016 годах велодром был реконструирован. Вместимость после реконструкции — 5000 человек.
В рамках летних Олимпийских игр 2016 на велодроме пройдут соревнования по трековым велогонкам, а также паралимпийские трековые гонки на тандемах.